# Giuseppe Maria Bernini
Giuseppe Maria Bernini (Gargnano, 1709 - Bettiah (Bihar), 1761) was een
Italiaans kapucijns missionaris, Indiakundige, nepalist en tibetoloog.
Hij onderzocht de gebruiken en geloof in Nepal. Hierover schreef hij het werk Notizie laconiche di alcuni usi, sacrifizi, ed idoli nel regno di Neipal, raccolte nel anno 1747. Dit werk werd nooit gepubliceerd, maar is bewaard gebleven als manuscript in de bibliotheek van de propaganda in Rome en in het museum van kardinaal Borgia.
Hij ontmoette Horatio della Penna van de Tibetaanse missie en reisde met hem naar Lhasa.
Hij beheerste enkele Indiase talen en dialecten. Hij vertaalde onder meer de Adhiatma Ramayana in Indiaas dialect een manuscript dat eveneens bewaard is gebleven in de bibliotheek van de propaganda. De Adhiatma Ramayana is een van de Djana Sagara.